# Traité d'Asunción

Le traité d'Asunción donna naissance au Mercosur.

Le traité d'Asunción est un traité international signé le 26 mars 1991 à Asuncion, au Paraguay, visant à faire entrer en vigueur le Mercosur.
Ses signataires sont, à cette date : l'Argentine, le Brésil, le Paraguay et l'Uruguay.
En 2004, le traité d'Ouro Preto, fut signé en complément de celui d'Asunción.
Le Venezuela a signé un protocole d'adhésion au Mercosur 4 juillet 2006. Après avoir obtenu le statut d'État partie en 2012, le Venezuela a été suspendu de tous ses droits et obligations conformément au deuxième paragraphe de l'article 5 du protocole d'Ushuaïa (es),.
La Bolivie a signé un protocole d'adhésion au Mercosur le 17 juillet 2015. À ce jour, la Bolivie est toujours en cours d'adhésion.